# Барі Вайт
Барі Вайт (англ. Barry White, насправді Барі Юджин Картер, англ. Barry Eugene Carter; 12 вересня 1944, Галвестон, Техас, США — 4 липня 2003, Лос-Анджелес, Каліфорнія, США) — американський композитор, співак, автор пісень. Триразовий володар нагороди Ґреммі. Відомий своїм бас-баритоновим голосом і романтичним іміджем, найбільшого успіху прийшов у 1970-х як сольний співак і з The Love Unlimited Orchestra, створивши багато стійких соул, фанк і диско пісень, таких як його дві найбільші хіти: Can't Get Enough of Your Love, Babe і You're the First, the Last, My Everything.
Вайт записав 20 студійних альбомів протягом своєї кар'єри, але в усьому світі вийшло кілька версій і збірок, які отримали золотий сертифікат, 41 з яких також отримав платиновий статус. У Вайта було 20 золотих і 10 платинових синглів, у світі продано понад 100 мільйонів платівок, і він є одним із найбільш продаваних музичних виконавців усіх часів. На нього вплинули Джеймс Клівленд, Рей Чарль, Арета Франклін, The Supremes, The Four Tops і Марвін Гей.

## Раннє життя
Вайт народився 12 вересня 1944 року в Галвестоні Техас, Сполучені Штати, як Баррі Юджин Картер. Його батьком був Мелвін А. Вайт, а матір'ю - Седі Марі Картер. Його батьки ніколи не одружувалися, тому мати дала йому своє прізвище, але пізніше він взяв прізвище свого батька. Він виріс у районі Воттс у південній частині Лос-Анджелеса, штат Каліфорнія. Він був старшим із двох дітей; його брат Дарріл був на 13 місяців молодший. Уайт ріс, слухаючи колекцію класичної музики своєї матері, і вперше взявся за фортепіано, наслідуючи те, що він чув на платівках.
Вайту часто приписують гру на піаніно в 11 років у хіт-синглі Джессі Белвіна 1956 року «Goodnight My Love». Однак в 1995 році в інтерв'ю Boston Herald Уайт заперечив написання або аранжування пісні. Він вважає цю історію перебільшенням журналістів. Хоча Вайт і Белвін жили в одному районі, Белвін був на 12 років старший за Вайта.
Голос Вайта раптово став глибшим, коли йому було 14 років. Він згадував: «У дитинстві у мене був звичайний писклявий дитячий голос. Потім, будучи підлітком, це повністю змінилося. Моя мати плакала, бо знала, що її хлопчик став чоловіком».
Вайт був ув'язнений на чотири місяці у віці 16 років за крадіжку шин Cadillac на 30 000 доларів . Перебуваючи у в'язниці, він слухав по радіо Елвіса Преслі, який співав «It's Now or Never», і цей досвід, як він пізніше назвав, змінив хід його життя.

## Музична кар'єра

### 1960-ті
Після звільнення з в'язниці Вайт залишив бандитське життя та почав музичну кар'єру на початку 1960-х років у співочих групах. Він вперше випустив «Too Far to Turn Around» у 1960 році як частина The Upfronts, а потім працював на різних невеликих незалежних лейблах у Лос-Анджелесі. Він також записав кілька синглів під своїм іменем на початку 1960-х років за підтримки вокальних груп Atlantic (для лейблів Rampart і Faro) і Majestics (для лейблів Linda і Jordan). Вайт не був причетний до хіта Bob & Earl 1963 року «Harlem Shuffle», пісні, яку іноді приписували продюсеру; у своїй автобіографії 1999 року Уайт підтвердив, що пісню написав Джин Пейдж, який був працював з ним над багатьма успіхами Уайта 1970-х років.
У 1965 році Вайт продюсував «Feel Aw Right» гурту Bel Cantos, що вийшов на лейблі Downey. Він записав свій дебютний сингл "Man Ain't Nothin'" / "I Don't Need It", що вийшов під ім'ям Lee Barry на Downey у 1966 році. Він також написав співавтор "Together Forever", що вийшов на Pat Powdrill & the Powerdrills у 1967 році.
У середині 60-х років Боб Кін із Del-Fi Records найняв його як спеціаліста з питань зв’язку та репертуару для свого нового імпринту Bronco Records, і Вайт почав співпрацювати з артистами лейблу, зокрема з Віолою Уіллз і The Bobby Fuller Four, як автор пісень, сесія музикант, аранжувальник. Він відкрив співачку Феліс Тейлор і аранжував її пісню «I Feel Love Comin' On», написану у співавторстві зі своїм другом Полом Політі. Він став великим хітом у Великобританії. Інші хіти, написані Вайтом і Політи для неї, включали «It May Be Winter Outside (But in My Heart It's Spring)» і «Under the Influence of Love». Bronco випустив один із перших синглів Уайта, 1967 року «All in the Run of a Day», спродюсований Кіном і Уайтом. Вайт також написав «Doin' the Banana Split» для телесеріалу The Banana Splits у 1968 році.
У 1969 році Уайт підписав контракт із компанією Forward Records з Лос-Анджелеса, підрозділом Transcontinental Entertainment Corporation, як продюсера.

### 1970-ті як продюсер
У 1972 році Вайт зробив великий прорив, продюсувавши жіночий гурт, який він відкрив під назвою Love Unlimited.[4] Створені в стилі наслідування дівчачої групи Motown The Supremes, учасниці групи протягом двох років тому поступово відточували свої таланти з Уайтом, поки не підписали контракти з Uni Records. Його друг Пол Політі познайомив його з бізнесменом музичної індустрії Ларрі Нунесом, який допоміг профінансувати їхній альбом. Після того, як він був записаний, Нунес відніс запис Рассу Рігану, який був головою лейблу Uni Records, що належав MCA. Альбом 1972 року «From A Girl's Point of View We Give to You... Love Unlimited» став першим у серії альбомів і синглів Вайта з довгими назвами.
Вайт продюсував, написав і аранжував їхню класичну соул-баладу «Walkin' in the Rain with the One I Love», яка піднялася на 14 місце в Billboard Hot 100 Pop чарті і на 6 місце в чарті R&B Billboard наприкінці 1972 року. став першим мільйонним синглом Уайта як автора та продюсера. Цей сингл також досяг 12 місця в британському чарті. У цьому творі чітко чути голос Вайта, оскільки він грає коханця, який відповідає на телефонний дзвінок головної жіночої ролі.
Незабаром після цього Ріган залишила Uni для 20th Century Fox Records. Без Ріган стосунки Уайта з Uni зіпсувалися. Коли його стосунки з Uni закінчилися, а Love Unlimited уклав контракт із лейблом, Уайт зміг переключити свою продюсерську угоду та групу на 20th Century Records. Протягом 1970-х вони записали кілька інших хітів, «I Belong to You», який провів більше п’яти місяців у R&B-чарті Billboard у 1974 році, включаючи тиждень під номером 1, і «Under the Influence of Love Unlimited», який посів 3 місце. у чарті альбомів Billboard Pop. Уайт вийшла заміж за вокаліста групи Глодеана Джеймса 4 липня 1974 року.

### The Love Unlimited Orchestra
У 1973 році Уайт створив The Love Unlimited Orchestra, оркестрову групу з 40 учасників, яка спочатку використовувалася як акорд-група для жіночої групи Love Unlimited. Однак у Вайта були інші плани, і в 1973 році він випустив сингл із «Love's Theme» (написаний ним і зіграний оркестром), який досяг першого місця в чартах Billboard Pop. Пізніше, у 1974 році, він записав перший альбом Love Unlimited Orchestra, Rhapsody in White, який містив «Love's Theme». Уайт продовжував записувати альбоми з оркестром, досягнувши таких успіхів, як: «Rhapsody in White»; «Атласна душа»; "Завжди закоханий"; «Опівнічний канав»; «My Sweet Summer Suite», ремейк «Theme From King Kong». Оркестр припинив випускати альбоми в 1983 році, але продовжував підтримувати Уайта як аукціонуючий гурт.

### Сольна кар'єра 1970-х років
Вайт хотів попрацювати з іншим артистом, але вирішив працювати з сольним виконавцем. Працюючи над декількома демо-записами для одного співака, він зробив три демо-записи пісень, де сам співав і грав, але Нунес почув їх і наполіг на тому, щоб він перезаписав і випустив їх сам як сольний виконавець. Після кількох днів сперечань про це Уайта нарешті переконали випустити пісні самому, хоча спочатку він не хотів виходити з-за мікрофона.
Потім він написав кілька інших пісень і записав їх для того, що згодом стало цілим музичним альбомом. Він збирався використовувати ім'я "White Heat", але вирішив замість цього використовувати своє ім'я. Уайт все ще вагався до моменту, коли була зроблена копія етикетки. Згодом він став першим сольним альбомом Уайта, I've Got So Much to Give (альбом) 1973 року. Він включав заголовний трек і його перший сольний хіт, I'm Gonna Love You Just a Little More Baby, який також піднявся до № 1 у чартах R&B Billboard, а також № 3 у Billboard. Поп-чарти в 1973 році і залишався в топ-40 протягом багатьох тижнів.
Інші хіти Уайта включали Never, Never Gonna Give You Up (№ 2 R&B, № 7 Pop у 1973 році), Can't Get Enough of Your Love, Babe (№ 1 поп і R&B у 1974 році). ), You're the First, the Last, My Everything (№ 1 R&B, № 2 поп у 1974 році), «Що я буду робити з тобою» (№ 1 R&B, № 8 поп у 1975 році) ), «Let the Music Play» (№ 4 R&B 1976), «It's Ecstasy When You Lay Down Nexte Me» (№ 1 R&B, № 4 Pop 1977) і «Your Sweetness Is My Weakness» ( № 2 R&B 1978) та інші. У Вайта також було багато прихильників у Великій Британії, де він забив п’ять хітів у Топ-10 і № 1 за «You’re the First, the Last, My Everything». Через його велику статуру, волосся на обличчі та низький голос у Великобританії його прозвали «Морж кохання».
Через шість років Уайт покинув 20th Century у 1979 році, щоб заснувати власний лейбл Unlimited Gold разом із Columbia Records.

### 1980-ті
Хоча його успіх у поп-чартах уповільнився, коли ера дискотеки підійшла до кінця, він зберіг вірних прихильників протягом усієї своєї кар’єри. Незважаючи на кілька альбомів протягом наступних трьох років, він не зміг повторити своїх попередніх успіхів, і жоден сингл не зміг досягти Billboard Hot 100, за винятком «Change» 1982 року, піднявшись до Billboard R&B Top 20 (№ 12). Його лейбл вимагав від Вайта великих фінансових витрат, тому він зосередився переважно на гастролях і, нарешті, згорнув свій лейбл у 1983 році.
Через чотири роки він підписав контракт із A&M Records, і з випуском альбому The Right Night & Barry White у 1987 році сингл під назвою «Sho’ You Right» потрапив у чарт R&B Billboard, досягнувши 17 місця.
У 1989 році він випустив The Man Is Back! і разом із ним було три топ-40 синглів у чартах Billboard R&B: «Super Lover», який посів № 34, «I Wanna Do It Good to Ya», який посів № 26, і «When Will I See You Again», який потрапив до №32

### 1990-ті
Мода ностальгії 1970-х років дозволила Вайту насолодитися новою хвилею популярності в 1990-х. Після участі в пісні «The Secret Garden (Sweet Seduction Suite)» з альбому Квінсі Джонса «Back on the Block» 1989 року Вайт успішно повернувся з кількома альбомами, кожен з яких був успішнішим, ніж попередній. Він повернувся на вершину чартів у 1991 році з альбомом Put Me in Your Mix, який посів 8 місце в чарті R&B альбомів Billboard, а однойменна пісня посіла 2 місце в чарті синглів Billboard R&B.
У 1994 році Уайт випустив альбом The Icon Is Love, який посів перше місце в чартах R&B Billboard, а сингл «Practice What You Preach» приніс йому перше місце в чарті синглів Billboard R&B за майже 20 років. Альбом був номінований на «Греммі» в категорії «Найкращий R&B-альбом», але програв CrazySexyCool від TLC.
У 1996 році Вайт записав дует «In Your Wildest Dreams (пісня)» з Тіною Тернер. 1996 року також вийшов Космічний джем і саундтрек до нього, в якому Уайт виконав дует з Крісом Роком, під назвою «Basketball Jones», ремейк «Basketball Jones» Чіча та Чонга 1973 року.
Останній альбом Уайта, Staying Power 1999 року, призвів до його останньої хітової пісні Staying Power, яка посіла 45 місце в чартах Billboard R&B. Сингл приніс йому дві нагороди «Греммі» в категоріях «Найкраще чоловіче R&B вокальне виконання» та «Найкраще традиційне R&B вокальне виконання».
Його автобіографія, Love Unlimited, написана разом з Марком Еліотом, була опублікована в 1999 році Broadway Books.

## Акторська кар'єра
Протягом своєї кар'єри Вайт іноді озвучував телевізійні та кінофільми. Він озвучив персонажа Брата Ведмедя у фільмі Coonskin (1975), а також зіграв персонажа Семпсона в сегментах живої дії фільму. Він з'явився в ролі самого себе в кількох епізодах Сімпсонів. В епізоді «Whacking Day» Барт і Ліза використовували його глибокий басовий співочий голос, який звучав через гучномовці, розміщені на землі, щоб заколисувати та приваблювати змій, рятуючи їх від знищення. Вайт був шанувальником шоу, і, як повідомляється, зв’язався з персоналом щодо бажання стати гостем. Він знявся в другому епізоді в епізоді «Красті скасували».
Вайт зіграв роль водія автобуса для реклами Prodigy у 1995 році, а також зобразив голос кролика в рекламі суміші салатів Good Seasons, співаючи пісню під назвою «You Can't Bottle Love». Крім того, він працював для реклами автомобілів, у тому числі для Oldsmobile, а пізніше для Jeep. Уайт також озвучував рекламу ресторану Arby's на телебаченні та радіо, щоб рекламувати меню Market Fresh. Голос Уайта також можна почути в першій рекламі iBook від Apple. Уайт тричі з'являвся в комедійно-драматичному телесеріалі Еллі МакБіл, оскільки його музика часто звучала в шоу у сновидіннях.

## Дискографія
- I've Got So Much to Give (1973)
- Stone Gon' (1973)
- Can't Get Enough (1974)
- Just Another Way to Say I Love You (1975)
- Let the Music Play (1976)
- Is This Whatcha Wont? (1976)
- Barry White Sings for Someone You Love (1977)
- The Man (1978)
- I Love to Sing the Songs I Sing (1979)
- The Message Is Love (1979)
- Sheet Music (1980)
- Barry & Glodean (With Glodean White) (1981)
- Beware! (1981)
- Change (1982)
- Dedicated (1983)
- The Right Night & Barry White (1987)
- The Man Is Back! (1989)
- Put Me in Your Mix (1991)
- The Icon Is Love (1994)
- Staying Power (1999)

## Ланки
- Барі Вайт на сайті AllMusic.  (англ.)
- Барі Вайт на сайті IMDb (англ.)